# Портрет Пастера
Портрет Пастера — самый известный портрет французского химика Луи Пастера. На картине, написанной Альбером Эдельфельтом в 1885 году, Пастер изображён в своей лаборатории на улице д’Ульм в окружении экспериментальных приборов — новаторской лабораторной стеклянной посуды, используемой в экспериментальных методах, разработанных им в области бактериологии в конце XIX века. Пастер считается одним из главных основателей бактериологии, и его называют «отцом микробиологии». Хранится в коллекции Музея д’Орсэ в Париже.

## История
Альберт Эдельфельт — финско-шведский художник, живший в Париже. Эдельфельт был одним из первых финских художников, добившихся международной известности. Он пользовался значительным успехом в Париже и был одним из основателей реалистического направления в искусстве Финляндии. Он оказал влияние на нескольких молодых финских художников и помог таким финским художникам, как Аксели Галлен-Каллела и Гуннар Берндтсон, пробиться в Париже. Одним из самых известных его портретов является картина Луи Пастера, изображающая ученого в его лаборатории. Этот портрет Луи Пастера, написанный Альбертом Эдельфельтом, является классическим изображением чистого учёного; картину воспроизводили в печатных изданиях, она украшает обложку первой критической биографии великого химика. Ещё при жизни Пастер стал героической фигурой во французской культуре.
На картине учёный изображен стоящим среди лабораторного оборудования, с задумчивым лицом, и ее тема указывает на современность, хотя свет, падающий справа, напоминает кьяроскуро. Пастер хранил этот портрет работы Эдельфельта в своей столовой.
Эдельфельт написал портрет по предварительным эскизам. Сам он писал, что Пастер был «довольно трудной моделью». В своих работах он также описывал, что хотел изобразить Пастера в его собственной стихии за работой, а не рисовать его «во фраке и с наградами». Таким образом, картина стала так называемым «экологическим» портретом, изображающим модель за повседневной работой. Этот жанр живописи появился уже в 1500-х годах. Во Франции он снова вошел в моду в 1880-х годах. Эдельфельт написал матери в 1885 году, что Пастер остался доволен портретом, особенно точностью его деталей. Согласно письму, Пастер уговорил Эдельфельта нарисовать вместо оригинального флакона с микробами стакан в его руке со спинным мозгом собаки. В том же письме Эдельфельт жаловался на плохое освещение в студии Пастера.
«Портрет Пастера» был впервые выставлен в Хельсинки во время визита Александра III. Однако в то время он не вызвал особого энтузиазма у публики. В 1886 году работа была выставлена в одном из парижских салонов одновременно с портретом Пастера работы Леона Бонна. Эдельфельт писал, что, по его мнению, картина Бонна была более впечатляющей, но художники находили его работу более интересной. Художественные критики также предпочитали работу Эдельфельта. На Всемирной выставке в Париже в 1889 году работа была награждена золотой медалью Grand Médaille d’honneur, а Эдельфельт позже был произведен в офицеры Ордена Почётного легиона. Эдельфельт должен был подарить работу Пастеру, но поскольку французское государство хотело купить работу, он сделал дубликат с помощью Элен Шерфбек. В настоящее время дубликат выставлен в Институте Пастера в Париже. Оригинал находится в Музее д’Орсэ в Париже, куда он был передан в 1986 году из Национального музея Шато де Версаль. В Государственном художественном музее в Атенеуме хранится репродукция работы.